# Apollodotus II
Apollodotus II, död 65 f.Kr., var en indogrekisk monark. Han tillhörde Euthydemiddynastin, och var regerande monark av en indogrekisk monarki i Punjab mellan 80 f.Kr. och 65 f.Kr.